# 戈利亚德之战

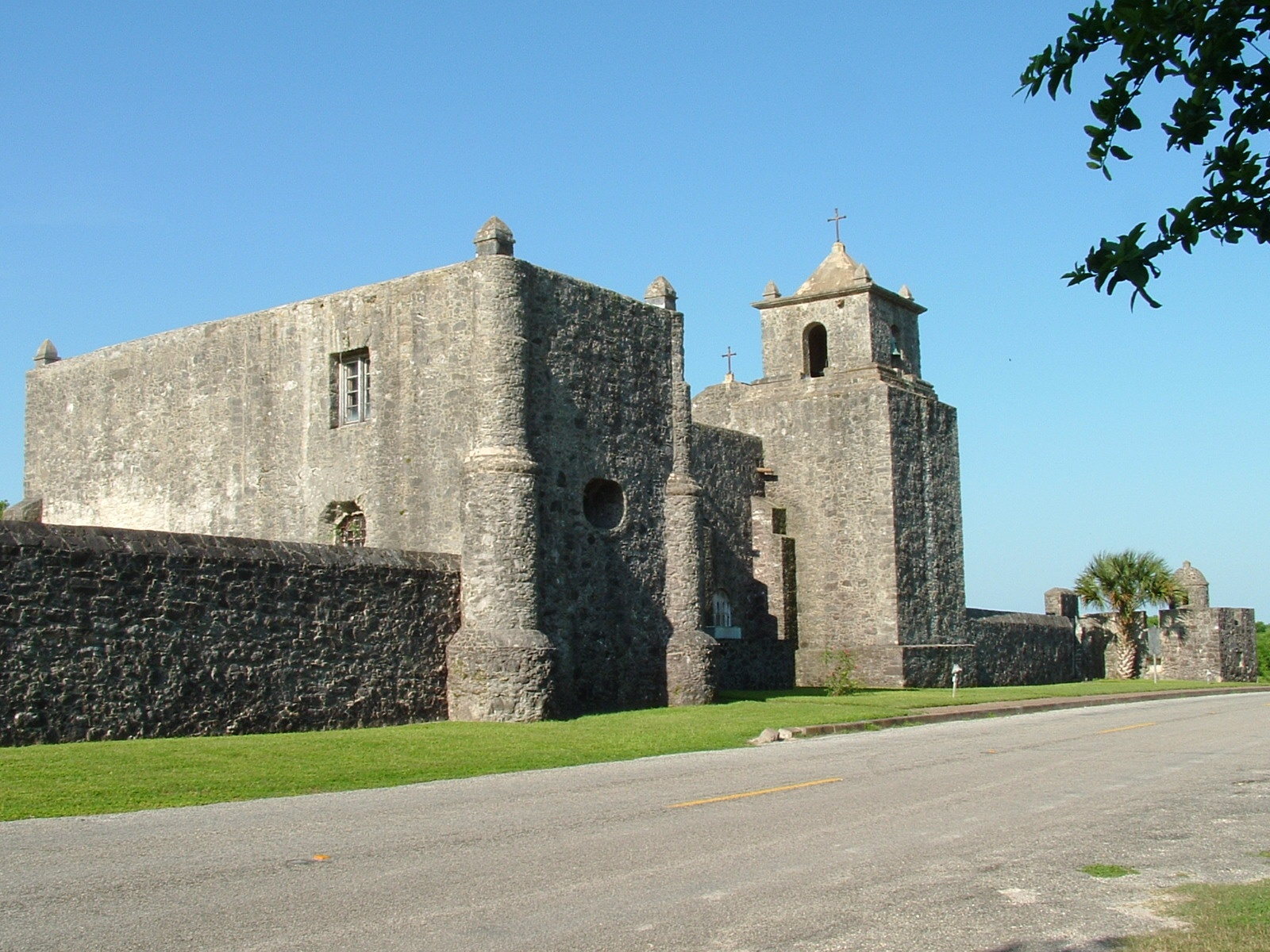
德克萨斯居民攻击的墨西哥陆军屯駐地位于湾堡（图）

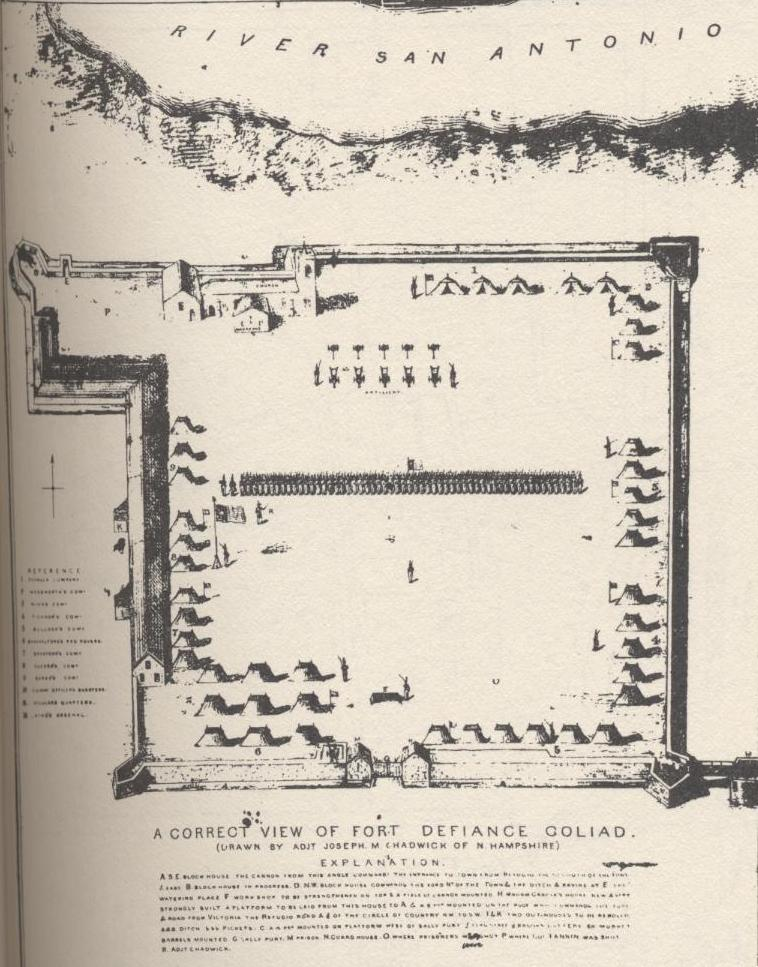
1836年所绘湾堡地图

戈利亚德之战（英語：Battle of Goliad）是得克萨斯革命第二次小规模冲突。1835年10月9日清晨，德克萨斯居民袭击墨西哥陆军駐地湾堡，该堡不但离墨属德克萨斯定居点戈利亚德很近，而且在德克萨斯当时的重要港口科帕诺与墨西哥陆军在德克萨斯另一大型驻地（贝克萨尔的圣安东尼奥堡）间的中途位置。
1835年9月，德克萨斯人得知前来平定叛乱的墨西哥将领马丁·佩费托·德·科斯会经过戈利亚德后密谋绑架。协调指挥反抗军的中央委员会起初驳回计划，但局面在反抗军赢得冈萨雷斯之战后生变，乔治·柯林斯沃思上尉及马塔哥达的德克萨斯民兵开始朝戈利亚德进军。他们很快得知科斯已带领部下赶赴贝克萨尔的圣安东尼奥，但还是陆续前往戈利亚德。
湾堡驻军不足，无法有效防御要塞周边。德克萨斯反抗军从市民家中借来斧头把堡垒大门劈开后长驱直入，此时大部分驻军都还不知道遭遇袭击。经过三十分钟战斗，胡安·洛佩兹·桑多瓦尔上校率驻军投降。战斗共造成一名墨西哥军人死亡，三人受伤，德克萨斯反抗军仅一人受伤。反抗军勒令大部分俘虏离开德克萨斯，並将缴获的上万美元口粮等物资和多门火炮装备德克萨斯陆军，用于围困贝克萨尔。驻扎贝克萨尔的科斯所部因此役失去通往港口的补给线，只能在陆上长途跋涉获取增援和补给。

## 背景
1835年，墨西哥在德克萨斯领地拥有两大駐地，一个是贝克萨尔的圣安东尼奥的阿拉莫，另一个是戈利亚德附近的湾堡（Presidio La Bahía）。贝克萨尔是德克萨斯政治中心，戈利亚德位于贝克萨尔至重要港口科帕诺（Copano）路途正中。墨西哥军人及军用和民用物资通常先从海路运抵科帕诺，再从陆路送到德克萨斯定居点与兵营。

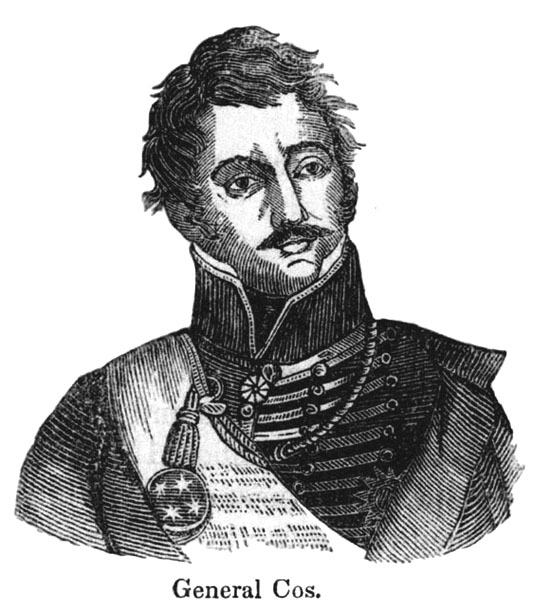
马丁·佩费托·德·科斯将军

19世纪30年代，墨西哥政府在联邦主义和中央集权政策间摇摆不定。随着政策在1835年急剧转向集权制，墨西哥多个州发生起义。忧心忡忡的德克萨斯殖民者组建通信和安全委员会，并由奥斯丁的圣费利佩的中央委员会协调指挥。同年六月，德克萨斯少量居民以政治动荡为由拒交关稅，事件史称“阿纳瓦克动乱”（Anahuac Disturbances），促使墨西哥总统安东尼奥·洛佩斯·德·桑塔·安纳向德克萨斯增兵。尼古拉斯·康德勒（Nicolas Condelle）上校七月率领两百人增援湾堡，多明哥·德·乌加迪亚（Domingo de Ugartechea）又在八月带兵抵达贝克萨尔。桑塔·安纳估计需要更强有力的手段才能确保德克萨斯局势稳定，命令妹夫马丁·佩费托·德·科斯（Martín Perfecto de Cos）将军“坚决镇压那些对国家养育之恩忘恩负义、只想不受法律约束自行其事之辈”。9月20日，科斯率约五百将士登陆科帕诺湾，短暂巡视科帕诺港和附近里菲吉奥的小股驻军后留下少量军人补充守军。10月2日，科斯所部主力抵达戈利亚德。
詹姆斯·范宁（James Fannin）、菲利普·迪米特（Philip Dimmitt）和约翰·林（John Lin）等德克萨斯人早在9月18日就提出在科帕诺或戈利亚德抓捕科斯，后者对此毫不知情。里菲吉奥殖民者发现科斯的战船靠近科帕诺港后通报奥斯丁的圣费利佩与马塔哥达（Matagorda），告知其他定居点居民科斯即将到来。中央委员会认为没有大炮根本不可能拿下戈利亚德的要塞，决定不偷袭。
范宁、迪米特和林继续鼓吹袭击戈利亚德，但德克萨斯反抗军很快将眼光投向冈萨雷斯，当地少量居民拒绝服从乌加迪亚要求交回火炮的命令。各地殖民者纷纷前去支援，10月2日的冈萨雷斯之战正式拉开得克萨斯革命序幕。得知战斗结果是叛军获胜后，科斯于10月5日带领大部分部下离开戈利亚德前往贝克萨尔，但因缺乏运输手段，补给物资基本留在湾堡。

## 序幕

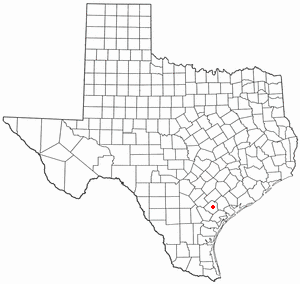
戈利亚德在德克萨斯州的位置，战斗就发生在附近

10月6日，马塔哥达的德克萨斯民兵在西尔维努斯·哈奇（Sylvanus Hatch）家中集会，首先推举乔治·柯林斯沃思（George Collinsworth）担任队长（上尉），再提名威廉·卡尔顿（William Carleton）医生担任副队长（中尉），D·C·柯林斯沃思（D.C. Collinsworth）任第二副队长（少尉）。接下来民兵队决定前去湾堡，首要目标是绑架科斯，如果可能就顺便劫走据称科斯携带的约五万美元物资和现金。民兵派人向附近定居点预警，当天下午已有50人准备从马塔哥达出发。不过，行军期间民兵队不知何故解除卡尔顿的职务，任命詹姆斯·摩尔（James W. Moore）接任副队长。
次日，德克萨斯民兵队在维多利亚暂歇，其他定居点操英语的居民、以及普拉西多·贝纳维德斯（Plácido Benavides）率领的三十名德哈諾人前来支援。反抗军没有准确的花名册传世，历史学家史蒂芬·哈丁（Stephen Hardin）估计总人数增至125人。10月9日，其中49人签署《柯林斯沃思领导志愿军契约》（Compact of Volunteers under Collinsworth），宣誓效忠墨西哥联邦政府，不会伤害任何忠于联邦主义的人。
新加入的商人菲利普·迪米特收到戈利亚德海关代理发来的信，称科斯已带兵离开湾堡赶赴贝克萨尔的圣安东尼奥。众人不为所动，10月9日重新上路。艾拉·英格拉姆（Ira Ingram）率领先锋队在戈利亚德城外约1600米停止前进，此后先锋队的行动尚无定论。墨西哥将领维森特·菲利索拉（Vicente Filisola）1835年不在墨属德克萨斯，但他声称德克萨斯民兵意图把要塞指挥胡安·洛佩兹·桑多瓦尔（Juan López Sandoval）上校等军官引出湾堡。据称德克萨斯人计划10月9日在戈利亚德办舞会，邀请墨西哥军官参加。桑多瓦尔、曼努埃尔·萨布列戈（Manuel Sabriego）上尉和赫苏斯·德·拉·加萨（Jesus de la Garza）中尉出席舞会，但很快就怀疑德克萨斯人意图不轨并返回堡垒。德克萨斯人方面没有文献涉及上述计策，当晚迪米特等民兵在戈利亚德征求向导和支援。迪米特的行动成效显著，戈利亚德附近许多德哈诺人加入反抗军。民兵队获知，桑多瓦尔手下仅五十人，远不足以防御整个要塞周边，德哈诺人还为他们带路。
柯林斯沃思带领的德克萨斯民兵主力在黑夜中迷失方向，很快就困在灌木林内。民兵遇到不久前从蒙特雷监狱逃脱的德克萨斯殖民者本杰明·米拉姆（Benjamin Milam），他加入反抗军，部队很快与先锋队会合。

## 战斗
德克萨斯民兵会合后准备战斗，并派人前去要求戈利亚德镇长投降。当晚十一点，镇长回复戈利亚德保持中立，不会投降，也不会加入战斗，但当地部分居民向反抗军提供斧头。民兵分成四组，各以不同方向或方式进攻。10月10日黎明前夕，德克萨斯人发动攻势。要塞仅有的哨兵发出警报后马上被击毙。民兵迅速攻破北墙的门并冲进内院，听到动静的墨西哥军人赶到墙边防御。
塞缪尔·麦卡洛克（Samuel McCulloch）是乔治·柯林斯沃思解放的奴隶，被墨西哥军人开火打中肩膀。德克萨斯持续还击约三十分钟。暂停开火后德克萨斯方人员大喊：“马上滚出来投降，否则杀得你们片甲不留！”墨西哥驻军立即投降。

## 影响
战斗期间德克萨斯方只有麦卡洛克受伤，人称“德克萨斯独立战争流血第一人”。为此他在德克萨斯获得永久住所。德克萨斯共和国后来立法禁止获得自由的奴隶住在该国，但1840年议会特别规定麦卡洛克及其家人、后代不受限制，感谢他对国家的贡献。
估计墨西哥方面一到三人阵亡，三到七人受伤。约二十名军人逃离并向科帕诺和里菲吉奧的驻军预警，这些驻军放弃驻地与利潘迪特兰堡（Fort Lipantitlán）的部队会合。米拉姆把其他墨西哥军人押到冈萨雷斯，德克萨斯陆军刚刚在此成立。德克萨斯陆军司令史蒂芬·奧斯丁后来释放所有俘虏，要求他们离开德克萨斯并立誓不再与德克萨斯居民开战。受伤的曼努埃尔·萨布列戈上尉留在戈利亚德，他已和当地女子结为连理。不过，萨布列戈开始私下组织心向墨西哥的戈利亚德居民。
反抗军缴获要塞口粮，发现的三百把步枪绝大多数严重损坏，已经无法修复。迪米特聘请两名枪匠修复其他武器。缴获的食品、衣物、毛毯及其他物资价值约一万美元。据新任军需官约翰·林恩（John J. Linn）统计，缴获的面粉共有175桶，还有大量糖、咖啡、威士忌和朗姆酒。此后三个月里，这些物资由德克萨斯陆军各连瓜分。反抗军还缴获多门火炮。
德克萨斯居民接下来陆续赶到湾堡加入民兵队，许多人是从离马塔哥达很远的里菲吉奧赶来。历史学家霍巴特·休森（Hobart Huson）推测这些人是在得知民兵计划攻打湾堡后出发，只是距离太远所以这时才到。奥斯丁命令迪米特带领一百人留在戈利亚德，其他人加入德克萨斯陆军并前往科斯大军所在的贝克萨尔。柯林斯沃思返回马塔哥达招兵买马，但留在戈利亚德的德克萨斯民兵10月14日也开始前往贝克萨尔。
科帕诺港是距贝克萨尔最近的港口，戈利亚德失陷导致科斯所部无法联络该港，驻军只能在陆上长途跋涉获取增援和补给。

## 脚注
1. 1 2  Scott（2000年），第19页
2. 1 2  Scott（2000年），第18页
3. ↑  Huson（1974年），第4页
4. 1 2  Roell（1994年），第36页
5. 1 2  Huson（1974年），第5页
6. 1 2 3 4 5 6 7 8 9  Roell.
7. ↑  Huson（1974年），第7页
8. ↑  Huson（1974年），第8页
9. 1 2 3  Hardin（1994年），第14页
10. 1 2  Hardin（1994年），第15页
11. ↑  Huson（1974年），第11页
12. 1 2  Huson（1974年），第14页
13. ↑  Huson（1974年），第15页
14. ↑  Hardin（1994年），第15, 16页
15. 1 2 3 4  Hardin（1994年），第16页
16. 1 2  Huson（1974年），第16页
17. 1 2 3 4 5  Scott（2000年），第20页
18. 1 2 3 4 5  Hardin（1994年），第17页
19. 1 2  Scott（2000年），第21页
20. ↑  Huson（1974年），第13页
21. ↑  Roell（1994年），第40页
22. ↑  Hardin（1994年），第18页
23. ↑  Huson（1974年），第18页
24. ↑  Huson（1974年），第17页
25. ↑  Hardin（1994年），第19页

## 扩展阅读
- Winders, Richard Bruce. . Southwestern Historical Quarterly. 2017-04-04, 120 (4): 412–439  [2021-01-17]. ISSN 1558-9560. doi:10.1353/swh.2017.0000. （原始内容存档于2017-10-19） –Project MUSE.

28°38′48″N 97°22′54″W / 28.64667°N 97.38167°W